# 山本研
山本 研（やまもと けん、1966年8月16日 - ）は、日本の法学者。専門は、民事訴訟法・倒産法。早稲田大学大学院法務研究科教授。加藤哲夫門下。門下に、棚橋洋一早稲田大学准教授、加藤甲斐斗東京都立大学准教授。東京都武蔵野市出身。

## 略歴
- 1989年 早稲田大学法学部卒業
- 1996年 早稲田大学大学院法学研究科単位取得満期退学
- 1996年 沖縄国際大学法学部講師
- 1999年 沖縄国際大学法学部助教授
- 2001年 国士舘大学法学部助教授
- 2005年 明治学院大学法学部教授　消費情報環境法学科主任に任命
- 2009年 早稲田大学法学学術院（法学部）教授
- 2010年 早稲田大学法学部学生担当教務主任に任命
- 2015年 早稲田大学法学学術院（法務研究科）教授
- 2015~2017年　Wisconsin Univ. Law School Madison校 visiting scholar
- 2018年 早稲田大学大学院法務研究科内 法務教育研究センター副所長、法務研究科教務主任に任命

## 主な研究テーマ
- 倒産手続における担保権者の処遇
- 再建型倒産手続における計画案の規律

## 論文
- 「再生計画不認可事由としての「不正の方法」－行為類型と行為主体の関係を中心として－」民事訴訟雑誌 69号25頁 - 47頁（ 2023年）
- 「時期に関する非義務行為（期限前弁済）の否認における有害性」本間靖規先生古稀祝賀記念論文集『手続保障論と現代民事手続法』985 - 1010頁（弘文堂、2022年）
- 「私的整理と法的倒産手続の新たな連携」民事訴訟雑誌68号119頁（2022年）
- 「私的整理と法的倒産手続との新たな関係－産業競争力強化法改正による「商取引債権に関する確認・考慮規定」の創設を契機として－ 」加藤哲夫先生古稀祝賀論文集『民事手続法の発展』681頁（2020年）
- 「倒産手続における所有権留保の処遇－最判平成22・6・4民集64巻4号1107頁の検討を中心として」法学教室 450号10 - 17頁（2018年）
- 「私的整理と倒産手続の連携強化」法律時報89巻12号17 - 23頁（2017年）

## 所属学会
- 日本民事訴訟法学会（理事、2001年- 、国内）
- 日本公証法学会（幹事、2006年- 、国内）